# Escut de Cornellà de Llobregat
L'escut oficial de Cornellà de Llobregat té el següent blasonament:
Escut caironat: d'or, quatre pals de gules; ressaltant sobre el tot un corn de caça d'atzur cordonat de sable. Per timbre una corona mural de ciutat.

## Història
Va ser aprovat el 12 de juliol de 1988 i publicat al DOGC el 29 de juliol del mateix any amb el número 1024.
El corn és el senyal parlant tradicional de la ciutat. Els quatre pals de l'escut de Catalunya recorden que Cornellà estigué sota jurisdicció reial des del segle xiii, i de fet fou incorporat al territori de la ciutat de Barcelona, centre de la Cort.